# Euphractinae
Los eufractinos (Euphractinae) son una subfamilia de armadillos que pertenece a la familia Chlamyphoridae. La subfamilia agrupa los siguientes géneros:
- Calyptophractus
- Chaetophractus
- Chlamyphorus
- Euphractus
- Zaedyus